# El beso (canción de Mon Laferte)
«El beso» es una canción de la cantautora chilenomexicana Mon Laferte. Es el primer sencillo de su quinto álbum de estudio, Norma. La canción fue estrenada en todas las plataformas de streaming y radio-emisoras el 7 de septiembre de 2018.

## Acerca de la canción
El sencillo El beso es una canción del género salsa mezclado con otros ritmos latinoamericanos, fue estrenado el 7 de septiembre, publicando el video musical en la plataforma VEVO. El día de su lanzamiento el sencillo debutó en los más vendidos de iTunes en varios países de Latinoamérica ,además de llegar al número uno de tendencias tanto en Chile como en México.
La grabación de El Beso se realizó —en una sola toma— en los legendarios estudios del Capitol Records Building, en Los Ángeles, California, donde han hecho lo propio artistas tan importantes como Frank Sinatra, Nat King Cole, Ray Charles, The Beach Boys y Green Day, entre muchos otros.
La producción de El Beso ha corrido a cargo de Omar Rodríguez-López, compositor, escritor, actor y cineasta originario de El Paso (Texas), además de una de las figuras capitales del rock de los últimos años gracias a su labor frente a titanes del género como At The Drive-In y The Mars Volta.
La grabación de El Beso se vio reforzada con la participación de una sección de 5 metales, dos percusiones, batería, dos guitarras, teclado y bajo, además de la personal voz de Mon Laferte.
La letra aborda la situación de una pareja en la que ella, pide al objeto de su afecto un beso completo y totalizador, que —de acuerdo a la letra de la canción— abarque todas las sensaciones que un contacto de este tipo puede provocar en el ser amado, independientemente de que se trate de la despedida
El beso se convirtió en la primera canción de Mon Laferte en alcanzar el número 1 en las listas radiales de México y Chile, además de convertirse en su primer sencillo en entrar en las listas de popularidad de Argentina en la posición 71. Se convirtió durante el año 2019 en la canción chilena más escuchada en las radios en Chile.

## Video musical
El video musical fue dirigido por Sebastián Soto Chacón (El Viaje de Seth) fue grabado en México y cuenta con la participación del actor mexicano Diego Luna en donde podemos ver una sátira a lo que se refiere el cuadro de La Última Cena en donde aparece una Mon Laferte bailándole a Diego sobre una mesa, acompañada luego de una serie de bailarines mientras se besan y bailan diferentes ritmos latinoamericanos.

## Posicionamiento en listas
| Lista (2018)                            | Mejor posición |
| Semanales                               | Semanales      |
| --------------------------------------- | -------------- |
| Chile (Monitor Latino)                  | 1              |
| México (Monitor Latino)                 | 1              |
| Ecuador (National Report)               | 61             |
| Argentina (Billboard Hot 100 Argentina) | 71             |
| Anuales                                 |                |
| 2019                                    |                |
| Chile (Monitor Latino General)          | 7              |
| 2020                                    |                |
| Chile (Monitor Latino General)          | 59             |

## Certificaciones
| País (organismo certificador) | Certificación | Unidades certificadas |
| ----------------------------- | ------------- | --------------------- |
| México (AMPROFON)             | 3x Platino    | 180 000               |